# Dorjsürengiin Sumiyaa
Dorjsürengiin Sumiyaa (Baruunturuun, 11 de março de 1991) é uma judoca mongol da categoria até 57 quilos.
Foi terceiro lugar no Campeonato Mundial de 2015.
Nos Jogos Olímpicos de 2016 obteve a medalha de prata quando foi derrotada na luta final pela brasileira Rafaela Silva.